# Чарныш, Василий Иванович
 Василий Иванович Чарныш  (1759—1822) — полтавский губернский предводитель дворянства.

## Биография
Он был правнуком генерального судьи Ивана Чарныша 1). Род. в 1759 году. Службу начал в 1775 году и 13 апреля 1784 года из войсковых товарищей Гадячского полка был произведен в бунчуковые. В 1797 г. был избран маршалом Гадячского повета. В 1803 г. был назначен генеральным судьей 1-го департамента. Дослужился до чина действительного статского советника. Богатый помещик, имевший 1952 душ в Гадячском повете. Время его кончины точно неизвестно. В архиве есть письмо Н. В. Репнина от 1819 г., в котором он извиняется в том, что не заехал к нему во время объезда губернии, а от 1822 года есть письмо вдовы Чарныш к князю о доставлении ей алмазных знаков Анны 2 ст., пожалованных Чарнышу в 1822 г. Значит он и скончался в этих годах, в 1821 или 1822 г.